# Open Medicine
 Open Medicine (englisch offene Medizin) bezeichnet medizinische Projekte im Geiste des Open Source und der Open Culture und den freien Zugang zu medizinischen Forschungsergebnissen.
Ein entsprechendes Modell wurde unter anderem von den Juristen Stephen M. Maurer und Arti Rai sowie dem Pharmaforscher Andrej Sali in der Public Library of Science (PLoS) vom 28. Dezember 2004 vorgeschlagen.
Sie stellen fest, dass Tropenkrankheiten wie Malaria, die Schlafkrankheit, das Denguefieber oder die Flussblindheit jährlich einige Millionen Todesopfer fordern. Für die Pharmaindustrie lohne sich jedoch die Entwicklung von Medikamenten oft nicht, weil die Dritte Welt keinen ökonomisch attraktiven Markt darstelle.
Sie schlagen daher eine Zusammenarbeit von Forschern auf freiwilliger Basis unter Verzicht auf das Geistige Eigentum mit einer neu zu entwickelnden freien Lizenz für den Medizinbereich vor. Die Recherchekosten sollen durch Open Access auf eine Datenbank für Forschungsergebnisse gesenkt werden.
Aus dieser Idee ging unter anderem die Tropical Disease Initiative hervor, die zurzeit Forschungen für Malaria und Schistosomiasis koordiniert (Stand: 2006).
Im August 2004 wurde eine Petition an den US-Kongress geschickt, die den kostenlosen und offenen Zugang zu den Ergebnissen öffentlich geförderter medizinischer Forschung verlangte. Sie war von 25 Nobelpreisträgern aus den Bereichen Chemie, Physiologie und Medizin unterschrieben worden.
Im Januar 2006 wurde in einem Schreiben an die WHO kritisiert, dass Medikamente für die Gesundheitssysteme der Länder nur im unterschiedlichen Maße  bezahlbar seien („In the clinical setting we see the problem of affordable drugs to a greater or lesser extent in health care systems in all countries.“). Kritisiert wurde auch, dass Gewerbliche Schutzrechte den Austausch von Forschungsergebnissen behindern können. Das Schreiben war von 280 Wissenschaftlern aus 50 Ländern unterzeichnet worden.
Schon im Mai 2001 forderte der Deutsche Ärztetag den Bundestag auf, „die in der Richtlinie der Europäischen Union 98/44/EG zum Schutz biotechnologischer Erfindungen vorgesehene Patentierbarkeit von Bestandteilen des menschlichen Körpers einschließlich der Gene nicht in deutsches Recht zu überführen.“ Ein Hintergrund waren die zum Teil erfolgreichen Patentanträge der Unternehmen Celera, Incyte und anderer Biotechnologieunternehmen. Ein Gegenprojekt ist das öffentlich geförderte Humangenomprojekt, dessen Daten im Project Gutenberg frei abrufbar sind.
Am 13. April 2006 fand in New York eine Veranstaltung der Vereinten Nationen mit dem Titel „Challenging Intellectual Property: Access to Knowledge Issues in Open Source and Medicine“ statt.
Die Gruppe GNUmed in Deutschland veröffentlichte 2005 die erste Version eines freien Programms zur Verwaltung von Patientendaten. Ein ähnliches Projekt für die Patientenverwaltung im Gesundheitswesen ist FreeMED in den USA.

## Belege
1. ↑  Stephen M. Maurer, Arti Rai, Andrej Sali: Finding Cures for Tropical Diseases: Is Open Source an Answer? In: PLoS, 28. Dezember 2004
2. ↑  Elke Ziegler: Open-Source-Medizin soll Tropenkrankheiten heilen (Memento des Originals vom 9. Januar 2005 im Internet Archive)  Info: Der Archivlink wurde automatisch eingesetzt und noch nicht geprüft. Bitte prüfe Original- und Archivlink gemäß Anleitung und entferne dann diesen Hinweis. In: ORF.at, 28. Dezember 2004
3. ↑  Tropical Disease Initiative (Memento des Originals vom 29. Januar 2012 im Internet Archive)  Info: Der Archivlink wurde automatisch eingesetzt und noch nicht geprüft. Bitte prüfe Original- und Archivlink gemäß Anleitung und entferne dann diesen Hinweis.
4. ↑  Open Source Biomedical Research for the 21st Century
5. ↑  Peter Woodford: Open source medicine: cure for what ails the Third World?  (Memento des Originals vom 16. November 2006 im Internet Archive)  Info: Der Archivlink wurde automatisch eingesetzt und noch nicht geprüft. Bitte prüfe Original- und Archivlink gemäß Anleitung und entferne dann diesen Hinweis. In: National Review of Medicine. Vol. 1 No. 15 / 23. September 2004
6. ↑  Open letter from scientists in support of WHO EB resolution
7. ↑  Beschluss des 104. Deutschen Ärztetages vom 22.–25. Mai 2001 in Ludwigshafen: Patente auf menschliche Gene, Zellen und Organe (Memento des Originals vom 23. Mai 2006 im Internet Archive)  Info: Der Archivlink wurde automatisch eingesetzt und noch nicht geprüft. Bitte prüfe Original- und Archivlink gemäß Anleitung und entferne dann diesen Hinweis.
8. ↑  Patentierung der menschlichen Gene? In: Telepolis, 3. November 1999
9. ↑  Gutenberg.org: Human Genome Project
10. ↑  Open source and open medicine take centre stage at UN research symposium, 13. April 2006
11. ↑  GNUmed
12. ↑  FreeMED